# Pierre Basile
Pierre Basile este, potrivit cronicarilor Roger de Wendover și Bernard Itier, bibliotecar al Abației Saint-Martial de Limoges, cavalerul Limousin care l-a rănit de moarte pe Richard Inimă de Leu în timpul asediului castelului Châlus-Chabrol din 26 martie 1199. A folosit o arbaletă cu care l-a lovit pe regele Angliei la baza gâtului.
Pierre Basile s-a născut în Dordogne, în Firbeix, o comună franceză de lângă Châlus. 